# Hunters & Collectors
Hunters & Collectors est un groupe de rock australien, originaire de Melbourne. Autour de Mark Seymour, le meneur, fondateur, l'auteur-compositeur-interprète et guitariste, il crée un mélange de pub rock et d'art-funk.

## Histoire

### 1978–1980: Formation
Les membres fondateurs de Hunters & Collectors sont John Archer (guitare basse), Doug Falconer (batterie) et Mark Seymour (guitare et chant). Ils sont étudiants d'une résidence du Collège d'Ormond à l'université de Melbourne à la fin des années 1970. Seymour est le frère aîné de Nick Seymour, le bassiste de Crowded House. En 1978, avec Robert Miles (ingénieur du son), Archer, Falconer et Seymour forment un groupe occasionnel, The Schnorts (du nom d'une marque de raquette de tennis belge). Ils reprennent des chansons des années 1960. La chanteuse principale, Margot O'Neill, est journaliste à l'émission de radio de 3RRR, Talking Headlines.
Un groupe plus ambitieux post-punk, The Jetsonnes, suit en septembre 1979, avec l'ajout de Ray Tosti-Gueira à la guitare et aux chœurs. Leur seul morceau sorti est Newspaper qui est une face d'un single partagé en juin 1980 avec Miniskirts in Moscow du groupe pop International Exiles. En septembre de cette même année, les Jetsonnes sont dissous mais Archer, Falconer, Miles, Seymour et Tosti-Gueira décident de continuer avec de nouveaux membres, Geoff Crosby aux claviers et Greg Perano (ex-True Wheels) aux percussions pour former un nouveau groupe.

### 1981–1983: DeWorld of StoneàThe Fireman's Curse
Hunters & Collectors se forme à Melbourne au début de 1981 avec à l'origine Archer, Crosby, Falconer, Miles, Perano, Seymour et Tosti-Gueira. Miles est crédité à part égale de la production du groupe et reste tout au long de sa carrière principale. Perano trouve le nom du groupe de "Hunters and Collectors", un titre sur l'album Landed du groupe allemand Can sorti en 1975.
À l'origine, Hunters & Collectors est influencé par le krautrock et les productions de Conny Plank, avec de fortes influences percussives, une guitare bruyante et des lignes de basse entraînantes. En tant que chanteur et guitariste, Seymour devient le principal parolier et la cheville ouvrière du groupe. Hunters & Collectors s'élargit par une section de cuivres, plus tard surnommée Horns of Contempt, composée de Nigel Crocker et Michael Waters tous deux au trombone, Jack Howard, Andy Lynn et Chris Malherbe chacun à la trompette et Jeremy Smith au cor d'harmonie.
Mushroom Records crée un nouveau label alternatif, White Label Records, chez qui signe Hunters & Collectors. Le premier disque est le single World of Stone en janvier 1982. Leur premier album éponyme suit en juillet et est produit par le groupe avec l'ingénieur Tony Cohen. Le premier single Talking to a Stranger fait l'objet d'un clip réalisé par Richard Lowenstein. À ce moment-là, Tosti-Gueira est remplacé par Martin Lubran (ex-Spiny Norman) à la guitare et les Horns of Contempt sont réduits à trois : Howard, Smith et Waters.
Un autre EP, Payload, sort en novembre, ses quatre morceaux sont coproduits par Mike Howlett et le groupe. Lowenstein réalise de nouveau le clip de Lumps of Lead. En 1983, le groupe fait une tournée au Royaume-Uni pendant six mois et signe avec Virgin Records. Le label recompile trois titres de la version australienne de Hunters & Collectors et les quatre titres de Payload pour la version internationale de Hunters & Collectors, sortie en avril. Pendant qu'ils sont au Royaume-Uni et tentent de pénétrer le marché local, les membres du groupe « font des petits boulots, illégalement, pour se maintenir à flot et devenir de plus en plus misérables dans le processus ».
Au milieu de l'année, le groupe déménage au Conny's Studio en Allemagne, où il enregistre le deuxième album, The Fireman's Curse, coproduit par Plank, avec Dave Hutchins Engineering, et publié par White Label et Virgin. Un contrat de trois disques avec Virgin est rompu lorsque les membres du groupe insultent le directeur du label, Simon Draper. Après le deuxième single en novembre, Sway, ils se séparent temporairement.

### 1984–1986: DeThe Jaws of LifeàHuman Frailty
Le groupe se reforme sans Lubran et Perano. Le groupe aura une plus grande utilisation des claviers par Crosby, ainsi que plus d'accent sur le travail de Howard, Smith et Waters. Le groupe commence à réduire ses prétentions art rock des premiers albums, bien qu'il conserve un son musclé et axé sur les basses, complété par la section de cor distinctif du groupe. Les paroles de Seymour sont moins compliquées et se concentrent sur les thèmes jumeaux des relations personnelles tendues et de la politique de l'époque.
Le premier album de la nouvelle formation The Jaws of Life sort le 6 août 1984. Encore une fois coproduit avec Plank, il est enregistré à l'ancien studio Can par René Tinner. Le titre, la pochette et la chanson d'ouverture, 42 Wheels, se réfèrent tous au meurtre en Australie de cinq personnes par un camionneur en état d'ébriété, Douglas Crabbe.
Cependant, les tournées incessantes, la diffusion sur la station de radio Triple J, ainsi que les clips ne font pas de grandes ventes mais fédèrent un public. Les 24 et 25 août 1984, Hunters & Collectors donnent deux concerts au Venue de Melbourne, les performances sont enregistrées et filmées. Pour les concerts, Smith et Waters jouent également des claviers. Le groupe publie son premier album live, The Way to Go Out, le 1er avril 1985, qui est enregistré et mixé en direct par Miles. Un mois plus tard, le groupe sort son premier album vidéo, sur VHS, du même nom, qui comprend également trois vidéoclips déjà diffusés, Talking to a Stranger, Lumps of Lead et Judas Sheep et une version live de Throw Your Arms Around Me. Crosby part après la sortie de The Way to Go Out et Waters reprend les claviers.
Le plus grand succès commercial australien vient en avril 1986, avec le quatrième album studio, Human Frailty, coproduit par le groupe avec Gavin MacKillop. C'est le premier album à entrer dans le top 10 en Australie. Say Goodbye, le premier single, est publié avant l'album en février. La couverture arrière du single comprend un logo, un symbole H & C, où le "&" est stylisé avec des serpents jumeaux enlacés autour d'un couteau de chasse, une variation d'un caducée. Le groupe signe un contrat parallèle avec I.R.S. Records pour une sortie de l'album en Amérique du Nord en juillet 1987.

### 1987–1991: DeLiving DaylightàCollected Works
Après que Human Frailty soit apparu en Australie, Hunters & Collectors fait deux tournées aux États-Unis puis sort le troisième EP, Living Daylight, coproduit avec Greg Edward et sorti en Australie en avril 1987. Il est suivi du cinquième album studio, What's a Few Men?, également coproduit avec Edward et sorti en novembre. Le single Still Hangin’ Round est jugé trop australien et est coupé de la version américaine de l'album, rebaptisé Fate, sorti en septembre 1988. Trois nouveaux morceaux sont enregistrés pour la version CD américaine, dont Back on the Breadline, publié en single et classé no 6 du Modern Rock Tracks. En août 2003, une réédition de What's a Few Men? par le label Liberation Blue présente les 15 titres des deux versions.
Début de 1988, Barry Palmer (également membre de Harem Scarem, ex-Stephen Cummings Band) rejoint le groupe à la guitare. Ghost Nation, coproduit avec Clive Martin et sorti en novembre 1989, est le deuxième Top 10 australien.
Hunters & Collectors soutient la tournée nord-américaine de Midnight Oil en 1990 bien que le groupe ait du mal à trouver plus de succès aux États-Unis.
Un album de compilation, Collected Works, sort le 19 novembre 1990 et est un autre album Top 10 en Australie.

### 1992–1998: DeCutàUnder One Roof
Le 6 octobre 1992, Hunters & Collectors sort son septième album studio, Cut, coproduit par Don Gehman, Sansano et le groupe. Les relations sont tendues en raison des méthodes de travail agressives de Gehman, le groupe s'est presque séparé pendant les sessions d'enregistrement. Il conserve un équilibre entre le noyau artistique du groupe et ses ambitions commerciales.
Demon Flower, le huitième album studio, suit le 16 mai 1994, il est coproduit par Nick Mainsbridge. Il est no 2 en Australie. Demon Flower est dominé par des thèmes liés à la politique de l'État de Victoria, en particulier l'économie rationaliste du premier ministre Jeff Kennett.
Un double album live, Living... In Large Rooms and Lounges, sort en novembre 1995, avec un disque composé d'un set acoustique au Continental Cafe, aujourd'hui disparu, à Prahran, et l'autre est une performance de pub typique.
Juggernaut, le neuvième album studio, est coproduit par Kalju Tonuma et Mark Opitz, enregistré en 1997, publié l'année suivante. À sa sortie, Hunters & Collectors annoncé qu'il se sépare après la tournée Juggernaut Say Goodbye. Cette dernière tournée en Australie en 1998 commence avec un concert donné au Selina's, Coogee Bay Hotel, Sydney, enregistré et publié sur CD et DVD sous le titre Under One Roof. Le dernier concert du groupe a lieu le 22 mars 1998 à Melbourne.

### 1999-2012: Dissolution
Après avoir quitté Hunters & Collectors, Tosti-Gueira est dans Soldiers of Fortune. Lubran et Perano travaillent pour de nombreux artistes.
En août 1995, alors qu'il était encore membre de Hunters & Collectors, Palmer avait formé un projet parallèle, Deadstar, avec Peter Jones (de Crowded House) à la batterie et Caroline Kennedy au chant et à la guitare. Après la dissolution de Deadstar en 2001, Palmer est un producteur-compositeur et fait l'objet d'une série de télé-réalité en 2005, The Hit Game.
En 1996, Seymour entreprend une tournée solo et, produit par Palmer, il commence à enregistrer son premier album solo, King Without a Clue, publié en octobre 1997. Les membres de Deadstar Palmer, Jones et Kennedy sont rejoints par le frère de Seymour, Nick en novembre 1996 ; tous travaillent sur l'album de Seymour.
Le 14 juillet 2005, Hunters & Collectors est intronisé au ARIA Hall of Fame au Plaza Ballroom aux côtés de Jimmy Barnes, Smoky Dawson, Renée Geyer (en), Normie Rowe (en), Split Enz, The Easybeats. Lors de la cérémonie, le groupe interprète Say Goodbye et Throw Your Arms Around Me.
En 2008, Seymour publie ses mémoires, Thirteen Tonne Theory: Life Inside Hunters and Collectors, détaillant ses expériences avec le groupe. Il décrit la difficulté d'écrire des morceaux pour le groupe avec tous les membres impliqués, « ce qui a finalement rendu les choses plus difficiles était la taille même du groupe ».
Hunters & Collectors joue au Melbourne Cricket Ground le 14 mars 2009 pour Sound Relief, un concert de musique rock à plusieurs endroits pour soutenir les victimes des incendies de végétation du Victoria de 2009. Le groupe interprète une sélection de ses chansons les plus populaires sur un ensemble de 40 minutes.

### Depuis 2013: Reformation
Un album hommage, Crucible – The Songs of Hunters & Collectors, paraît en septembre 2013, avec des contributions de Birds of Tokyo, Eddie Vedder et Neil Finn (de Crowded House), Cloud Control, Something for Kate et The Rubens et un remix de Talking to a Stranger par The Avalanches.
Le groupe se réunit dans sa formation en 1998 : Archer, Falconer, Howard, Palmer, Seymour, Smith et Waters. Il est présent à la finale de l'Australian Football League 2013 en jouant Do You See What I See et The Holy Grail. Il donne une série de concerts en plein air A Day on the Green début 2014 et est la première partie de Bruce Springsteen et du E Street Band lors de leur tournée en Australie les 15 et 16 février 2014 au Melbourne Rectangular Stadium. Le 12 avril 2014, il donne son dernier concert pour la série de réunion au Palais Theatre à St Kilda (Victoria).
Le groupe se réunit à nouveau pour être la tête d'affiche de la tournée Red Hot Summer à travers l'Australie début 2020, accompagné par James Reyne, The Living End, The Angels, Baby Animals, Killing Heidi et Boom Crash Opera. Elle commence le 4 janvier 2020 à Bendigo et finit le 26 avril 2020 à Noosa.

## Membres

### Membres actuels
- Mark Seymour : chant, guitare rythmique (1981–98, depuis 2013)
- Jack Howard : trompette, claviers, chœur (1981–98, depuis 2013)
- Michael Waters : trombone, claviers (1981–98, depuis 2013)
- Jeremy Smith : cor, guitares, claviers, programmation, chœur (1981–98, depuis 2013)
- Doug Falconer : batterie, percussion, programmation, chœur (1981–98, depuis 2013)
- John Archer : basse, chœur (1981–98, depuis 2013)
- Robert Miles : DJ musique et vidéo (1981–98, depuis 2013)
- Barry Palmer : guitare rythmique (1988–98, depuis 2013)

### Anciens membres
- Nigel Crocker : trombone (1981–82)
- Geoff Crosby : claviers, artwork (1981–85)
- Andy Lynn : trompette (1981–82)
- Chris Malherbe : trompette (1981–82)
- Greg Perano : percussion (1981–83)
- Ray Tosti-Gueira : guitare, chœur (1981–82)
- Martin Lubran : guitare (1982–83)

## Source de la traduction
- (en) Cet article est partiellement ou en totalité issu de l’article de Wikipédia en anglais intitulé « Hunters & Collectors » (voir la liste des auteurs).

1. ↑  (en) « Export Quality », The Australian,‎ 1er mars 2008
2. 1 2  (en) Mark Seymour, Thirteen Tonne Theory : Life Inside Hunters and Collectors, Penguin Books, 2008 (978-0-670-07165-4)